# Europacup I hockey mannen 1985
De 12de Europacup I hockey voor mannen werd gehouden van 24 tot en met 27 mei 1985 in Frankenthal. Het deelnemersveld bestond uit 8 teams. Het Spaanse Atlètic Terrassa won deze editie door in de finale Klein Zwitserland te verslaan.

## Uitslag poules

### Poule A
| Team                 | Pnt | GS | W | G | V | DV | DT | DS |
| -------------------- | --- | -- | - | - | - | -- | -- | -- |
| 1. Klein Zwitserland | 4   | 3  | 1 | 2 | 0 | 8  | 5  | +3 |
| 2. TG Frankenthal    | 4   | 3  | 1 | 2 | 0 | 8  | 5  | +3 |
| 3. Limburger HC      | 3   | 3  | 0 | 3 | 0 | 5  | 5  | 0  |
| 4. Lille MHC         | 1   | 3  | 0 | 1 | 2 | 5  | 11 | -6 |

Uitslagen
- Limburg - Lille 2-2
- Frankenthal - Klein Zwitserland 2-2
- Limburg - Klein Zwitserland 1-1
- Frankenthal - Lille 4-1
- Limburg - Frankenthal 2-2
- Klein Zwitserland - Lille 5-2

### Poule B
| Team                     | Pnt | GS | W | G | V | DV | DT | DS  |
| ------------------------ | --- | -- | - | - | - | -- | -- | --- |
| 1. Atlètic Terrassa      | 6   | 3  | 3 | 0 | 0 | 15 | 1  | +14 |
| 2. Dinamo Alma Ata       | 4   | 3  | 2 | 0 | 1 | 9  | 7  | +2  |
| 3. Royal Uccle Sport THC | 2   | 3  | 1 | 0 | 2 | 4  | 6  | -2  |
| 4. Suboticanka           | 0   | 3  | 0 | 0 | 3 | 2  | 16 | -14 |

Uitslagen
- Suboticanka - Atletic 0-7
- Uccle - Dinamo 1-2
- Uccle - Atletic 0-4
- Suboticanka - Dinamo 2-6
- Atletic - Dinamo 4-1
- Uccle - Suboticanka 3-0

## Finales

#### Finale
- Klein Zwitserland - Atlètic 0-3

#### Plaats 3
- Frankenthal - Dinamo 4-4 (na verlenging 4-9)

#### Plaats 5
- Limburg - Uccle 4-3 (na verlenging)

#### Plaats 7
- Lille - Suboticanka 2-3

## Einduitslag
1. Atlètic Terrassa
2. Klein Zwitserland
3. Dinamo Alma Ata
4. TG Frankenthal
5. Limburger HC
6. Royal Uccle Sport THC
7. Suboticanka
8. Lille MHC